# Jonathan Davis
Jonathan Houseman Davis, ameriški glasbenik, * 18. januar 1971, Bakersfield, Kalifornija.
Po končanem študiju psihologije, se je pridružil takratni glasbeni skupini LAPD, danes pa je pevec v skupini Korn.